# Biotren
El Biotren es un sistema de ferrocarril metropolitano suburbano chileno, que cubre parte del Gran Concepción. Brinda servicio a las comunas de Concepción, Talcahuano, Hualpén, San Pedro de la Paz, Coronel, Chiguayante y Hualqui. Es parte del Transporte Público Metropolitano de Concepción. 
Fue inaugurado en 1999, siendo remodelado por Ferrocarriles del Sur en 2005 y administrado por la Gerencia Zonal del Biobío de la Empresa de los Ferrocarriles del Estado (EFE) hasta septiembre de 2006. En ese entonces, se reestructuraron las gerencias de esa empresa y empezó a formar parte del Sistema de Transporte Integrado de Concepción, Biovías. Desde mayo de 2008, es administrado por EFE Sur, empresa filial de EFE. 

## Historia

### Primeros años (1999-2004)
El Biotren se puso en marcha el 1 de diciembre de 1999. En un principio solo contaba con tres estaciones y dos paraderos (I generación): El Arenal, Los Cóndores, Estación Central de Concepción, Chiguayante y Valle del Sol. Para el funcionamiento se reacondicionaron cuatro automotores japoneses de la serie AEL.
En 2001 se terminaron los nuevos paraderos (II generación) y empezó a operar el Taller Ferroviario Hualqui. Las estaciones inauguradas el 2001 fueron Lorenzo Arenas, Pedro Medina, Manquimávida y Hualqui. Quedó pendiente el tramo a Puerta Los Leones, la combinación con buses y la doble vía Chiguayante - La Leonera. Luego llegaron dos automotores AES.
En 2003 se construyó la estación Plaza el Ancla. Luego se construyeron las vías hacia dicha estación y se electrificaron hasta el cruce La Unión. Finalmente la estación no entraría en operaciones, construyéndose el 2005 a 400 metros la Estación Mercado.

### Proyecto Biovías y creación de la línea 2 (2004-2013)
El 5 de enero de 2004 se presentó Biovías, el Sistema de Transporte Integrado del Gran Concepción, que incluyó la renovación del Biotren.
Se solicitó a Ferrocarriles Suburbanos de Concepción S.A. la licitación de las obras. Por otro lado, la Empresa de los Ferrocarriles del Estado incluyó obras en su proyecto de seguridad ferroviaria y en sus Contratos de Provisión de Infraestructura Ferroviaria (CPIF) del Proyecto Zona Centro (PZC) y del Proyecto Señalización, Electrificación y Comunicaciones (SEC).

Símbolo del Biotren entre 2005 y 2013.

El relanzamiento del Biotren ocurrió el 24 de noviembre de 2005, fecha en que con presencia del Presidente de la República de ese entonces, Ricardo Lagos, se inauguraron estaciones de tercera generación de la línea 1 (Mercado, Hospital Las Higueras, Estación Universidad Técnica Federico Santa María y Leonera, este último reemplazando a la antigua Estación Valle del Sol), junto con la nueva Estación Concepción ubicada a unos metros del antiguo edificio, y la línea 2 que conecta Concepción con San Pedro de la Paz hasta el sector Lomas Coloradas con su estación homónima. Además, se estrenó la nueva imagen corporativa del Biotren con una flecha en círculo, que perduró hasta el 2013 y que hasta el día de hoy las estaciones reacondicionadas o construidas el 2005 mantienen. 
En 2005 ocurrió un recambio de equipos en las vías, siendo automotores UT 440 españoles los nuevos ferrocarriles que llegaron al servicio. Se reformaron tres UT 440 del servicio Metrotrén y quedaron siete automotores reformados renombrados como UT440MC (Modelo Concepción). Aunque los UT440MC y los UT440 son estéticamente diferentes, mecánicamente son iguales.
Si bien los UT440MC solo habían sido destinados al Biotren, estos automotores prestaron servicio también en el servicio Metrotrén, de igual manera que los UT440 de Metrotrén prestaron servicio ocasional al Biotren.
El 1 de mayo de 2008, Ferrocarriles Suburbanos de Concepción S.A. asume la administración del servicio de pasajeros Biotren.

#### Iniciativa de soterrar la línea férrea en Concepción
En junio de 2009, se aprobó el soterramiento de la línea férrea de Biotren en Concepción desde Av. Los Carrera hasta Av. Esmeralda, lo que implica la construcción de un túnel de 1055 metros de longitud a 7,5 metros de profundidad en la ribera norte del Biobío. Con esto se iba a llamar a licitación para el estudio a mediados de 2010 y la ejecución de las obras se tenía proyectada para 2011. Sin embargo, el terremoto de Chile de 2010 cambió los presupuestos, descartándose el soterramiento como prioridad. Aun así, la idea se mantuvo en el inconsciente colectivo, y en 2014 volvió a surgir dicho plan tras el conflicto de los vecinos de la población Aurora de Chile (aledaña a la línea) con las autoridades por el proyecto de prolongación de la Av. Chacabuco para conectarla con su puente homónimo sobre el río Biobío que, en principio, sería por viaducto elevado. Sin embargo, frente al tema, las autoridades revaluaron dicha situación y propusieron como solución que Av. Chacabuco fuese a ras de suelo mientras que la línea de tren se soterraría.
Si bien posteriormente el Gobierno Regional financió en 2017 un estudio para ver el soterramiento de la línea férrea en Concepción, el presidente de EFE Eric Martin señaló en 2023 que la iniciativa no era prioritaria para la empresa, aunque no estaba “muerta”. Aunque el soterramiento es anhelado como una forma de incorporar la ciudad al Río Biobío, se ha señalado que de realizarse podría complicar el movimiento de los trenes de carga y de pasajeros.

### Cambio de imagen y extensión a Coronel (2013-2021)

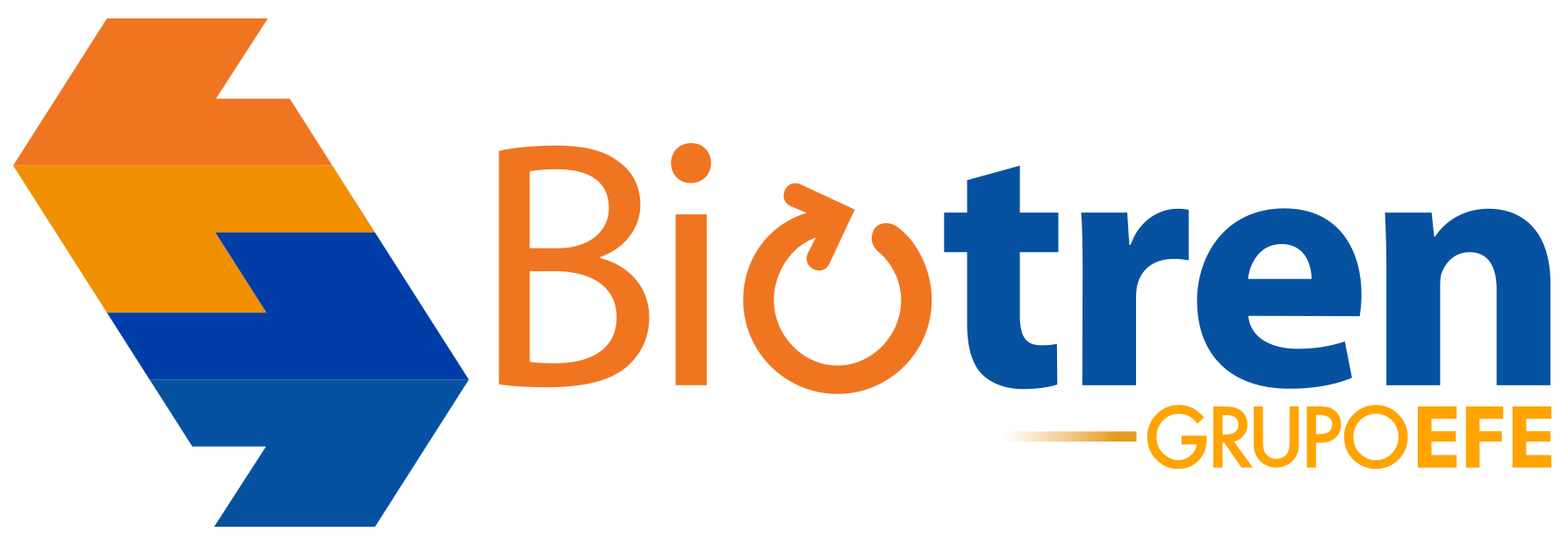
Logotipo de Biotren entre 2013 y 2021.

#### Cambio de imagen
En 2013, la Empresa de los Ferrocarriles del Estado realiza un cambio de imagen corporativa general unificando todas sus filiales bajo la misma imagen corporativa, lo que implicó un cambio de imagen y colores al Biotren. No obstante ello, se mantuvo dentro del nuevo logo, el anterior representado por la flecha en círculo.
El mismo año, FESUB S.A. llevó a cabo el proyecto del aumento de las frecuencias en Línea 2. Se construyó una nueva estación con dos andenes en el sector de Michaihue, específicamente en la esquina de Av. Michaihue y en la Ruta 160, así como nuevos desvíos para el cruce de trenes. Además se construyeron nuevos andenes en la estación Juan Pablo II (andén norte) y en Lomas Coloradas (oriente). En los primeros días de septiembre del mismo año, las frecuencias en las mañanas aumentaron de 30 minutos a 18 minutos.
En febrero del 2014 comienza a operar de manera parcial la nueva Estación Alborada de la línea 2, la primera estación construida después del relanzamiento del Biotren en 2005, la cual es inaugurada oficialmente el 6 de marzo de 2014; y que se emplaza en la intersección de la Ruta CH-160 y la avenida Michaihue, acceso al sector homónimo de la comuna de San Pedro de la Paz. Luego, en enero de 2017, se inaugura también en la comuna sampedrina la estación El Parque de la línea 2, ubicado frente al cementerio "Parque San Pedro" y al centro comercial Arauco Premium Outlet San Pedro.
En mayo de 2015 Ferrocarriles del Sur (Fesur) presentó los estudios realizados para la construcción de un servicio ferroviario subterráneo en Concepción, el cual considera 9 estaciones desde la estación Concepción hasta la Universidad del Bío Bío y que presentaba una rentabilidad social positiva; sin embargo el proyecto no fue considerado como urgente.
Durante la cuenta pública de junio de 2019 del presidente Sebastián Piñera anunció las intenciones de extender el servicio desde la estación de Coronel hasta Lota y desde la estación de Concepción hasta Penco, esto además sumado con la construcción de un nuevo puente ferroviario sobre el río Bíobío.

#### Extensión a Coronel

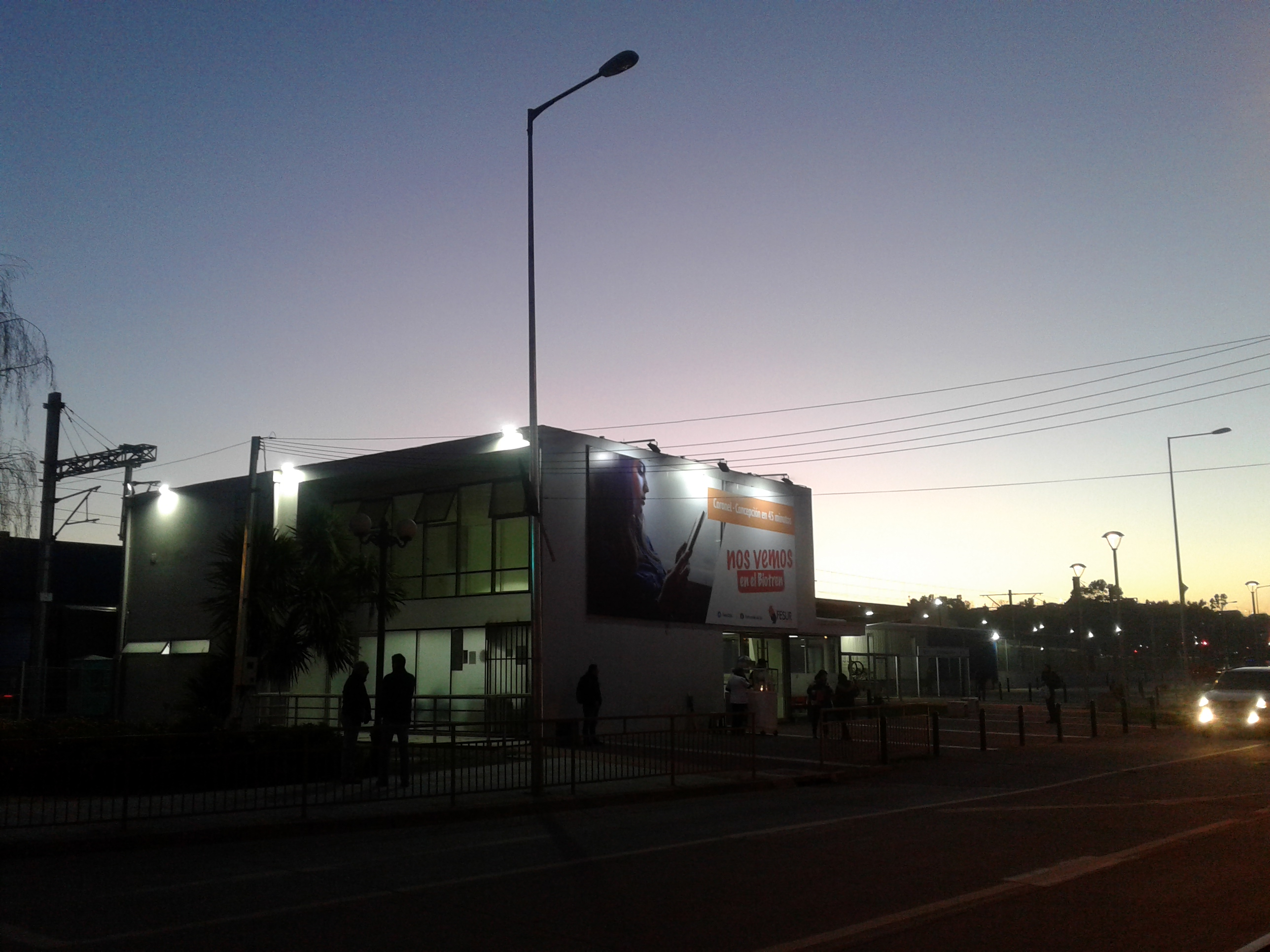
Estación Coronel, 2018

En junio de 2007, se llamó a licitación para el estudio de la extensión del Biotren hasta Coronel.
En febrero de 2013 se anuncia la extensión de la línea 2 hasta Coronel, en mayo del mismo año se anunció la adjudicación de los trabajos de ingeniería del proyecto, y en septiembre se realizó la licitación de obras.
El 29 de febrero de 2016 comenzó a funcionar el servicio Coronel-Concepción, lo cual significó una ampliación de la línea 2 en 17 km, con siete nuevas estaciones. Ello se tradujo en ahorros de tiempo de viaje de hasta una hora. El ministro de Transportes y Telecomunicaciones anunció, el 1 de abril de 2016, que tras el fin de la etapa de marcha blanca, los trenes que hagan el recorrido de 23 km entre Concepción y Coronel tendrán una frecuencia de 15 minutos y no cada media hora. También anunció que los siguientes dos proyectos del Biotren serán el reemplazo del actual puente ferroviario sobre el río Biobío, que data del siglo XIX, y el soterramiento de la vía, para llegar al centro de Concepción. Para marzo de 2017, tenía un uso de 19 mil pasajeros diarios.

### Modernización de la flota, colapso de la línea 2 y cambios en infraestructura (2021-actualidad)

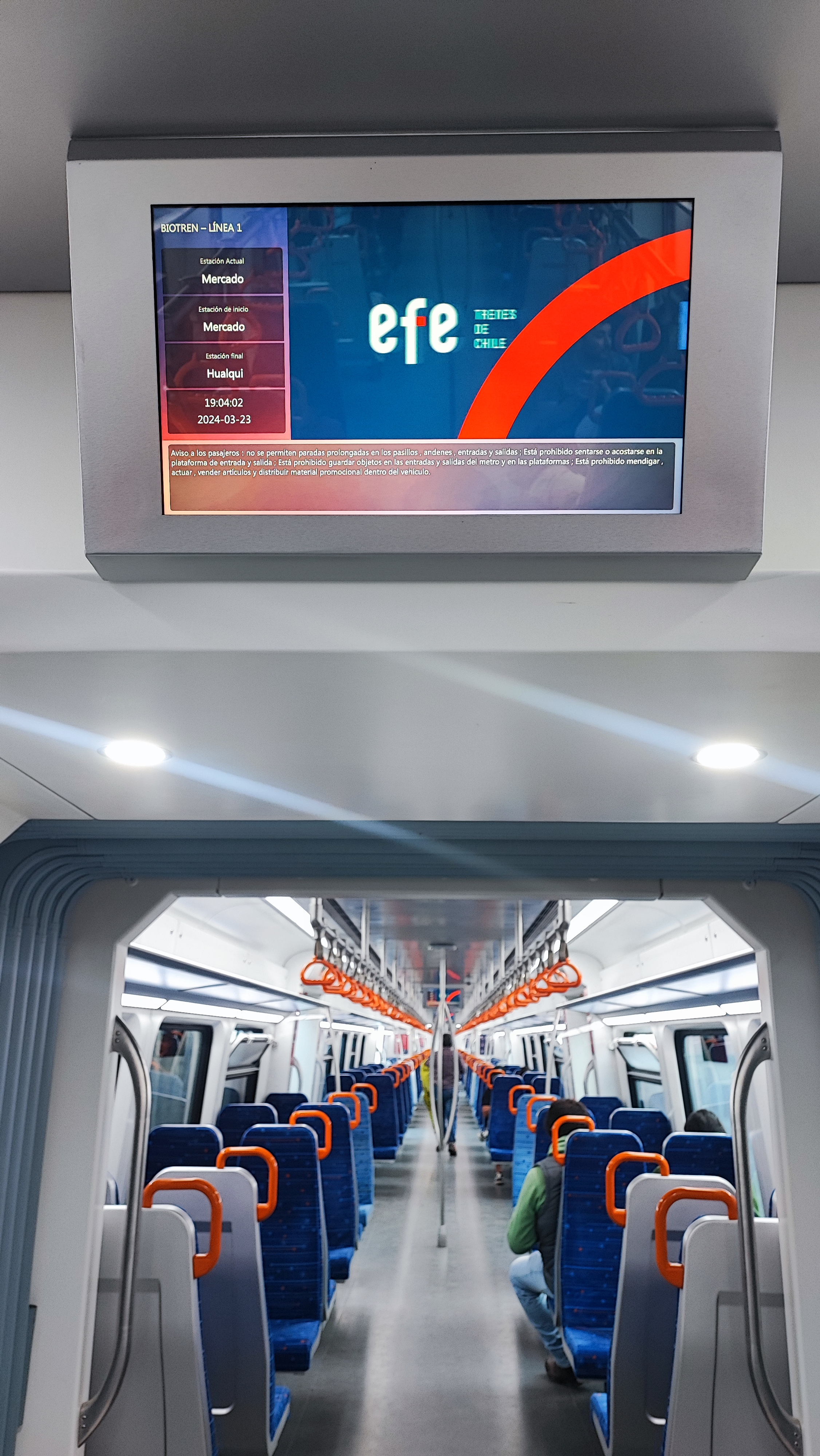
Interior de uno de los trenes incorporados al Biotren el año 2021

#### Modernización de la flota
En 2021, entraron en operación 9 automotores eléctricos de tres coches de la empresa CSR Sifang, que en octubre de 2018 ganó la licitación internacional para dotación de 12 nuevas máquinas para la red ferroviaria chilena. Los nuevos trenes ―automotores SFE― llegaron en distintos periodos de 2021, y entraron en operaciones durante septiembre y octubre del mismo año.
A comienzos de 2022, con el relajo de medidas en la etapa posterior del pandemia de Covid-19 que incluía el regreso de los estudiantes a la presencialidad, sumado colapso vial de la Ruta CH-160, inicia a operar el servicio «Expreso San Pedro» el 28 de febrero, el cual entregará cobertura exclusiva a las estaciones Cardenal Raúl Silva Henríquez, Lomas Coloradas, El Parque, Costamar, Alborada, Diagonal Biobío y Juan Pablo II, todas estas pertenecientes a la línea 2 del Biotren, dentro de la comuna de San Pedro de la Paz. Los servicios se prestan de lunes a viernes en horarios acotados. Con el correr de los meses se habilitó una variante de este servicio de doble sentido entre Intermodal Coronel y Juan Pablo II.
Aún con el nuevo servicio, Biotren se vio colapsado debido al aumento de pasajeros que utilizan el servicio de la línea 2, aumentando de 32 mil a 37 mil pasajeros. El 18 de marzo EFE anuncia que se añadirán dos nuevos servicios: desde estación Cristo Redentor a estación Concepción y desde Concepción a Coronel.
El masivo uso del servicio desde la segunda parte de la pandemia, no hizo disminuir los altos niveles de congestión vehicular en el Gran Concepción, por lo que EFE Sur informó que entre el 17 a 19 de agosto de 2022 se incorporan otros tres servicios adicionales en la línea 1 entre las estaciones de Concepción y Chiguayante.
El jueves 9 de noviembre de 2023, Biotren llegó a récord de pasajeros en un mismo día con 48.724 pasajeros, superando los 45.000 que es el tope máximo operacional de pasajeros. Ante ello, EFE Sur analiza la implementación de "trenes dobles", aumentando de tres a seis carros para aplacar la alta cantidad de pasajeros, lo que conllevaría a la ampliación de los actuales andenes que hoy están diseñados para los trenes de tres vagones.

#### Cortes del antiguo puente ferroviario

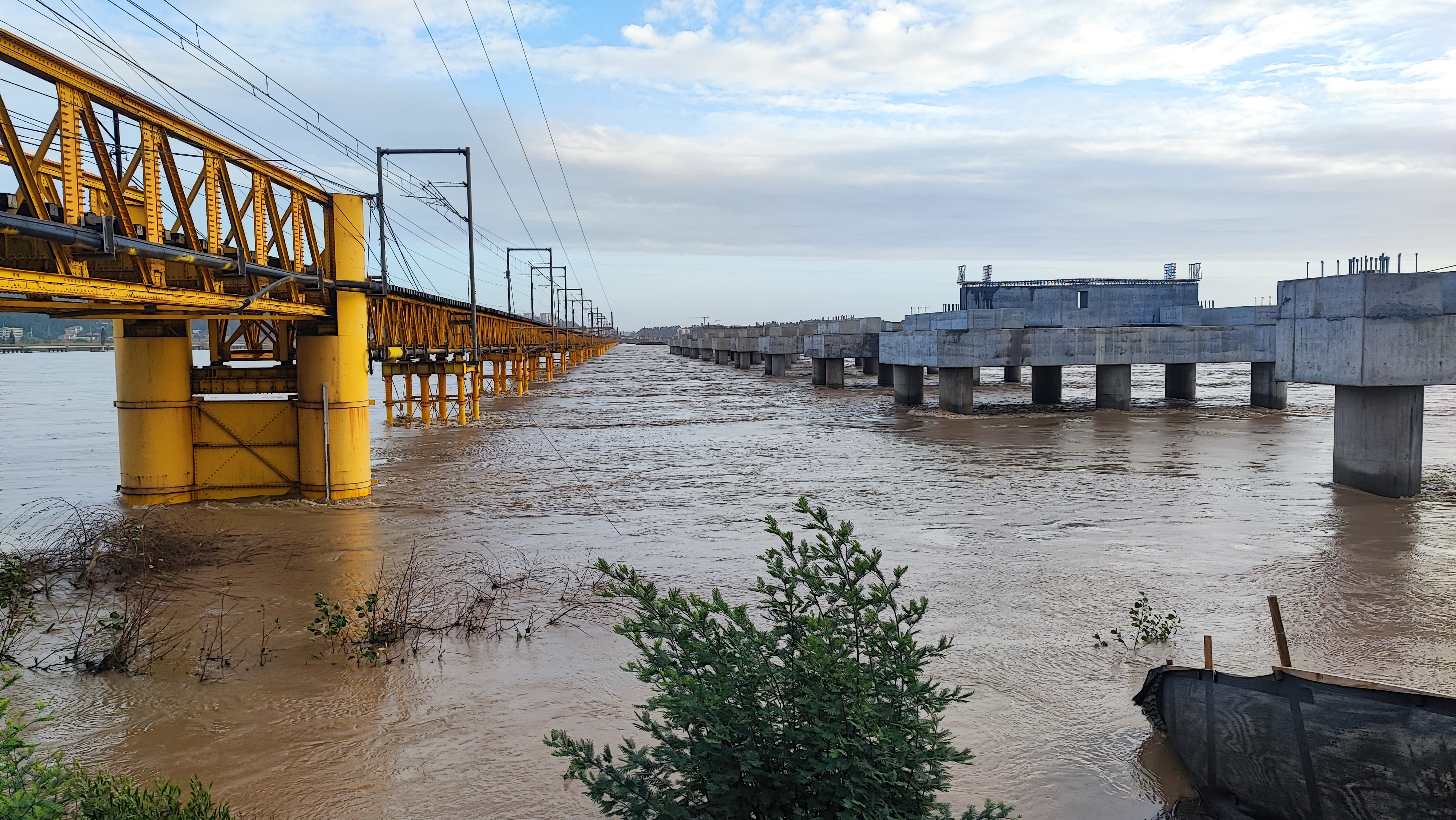
Puente ferroviario antiguo (a la izquierda) y el nuevo puente ferroviario en construcción (a la derecha) el 26 de junio de 2023, durante el Temporal que afectó el centro sur de Chile ese fin de semana.

Uno de los mayores impedimentos para aumentar el número de servicios específicamente en la línea 2 es el puente ferroviario del Biobío, cuya vida útil se extendió en 2005 por 20 años, cumpliéndose el plazo el año 2025. Previendo dicha situación, en 2017 comenzó el proceso para la construcción del Nuevo puente ferroviario Biobío en Concepción que reemplazara al antiguo puente, el cual comenzó obras en diciembre de 2022. Sin embargo, a los días de comenzada las obras, se produjo el primer cierre del antiguo viaducto entre 2022 y 2023, desde el 9 de diciembre, ocasionado por el golpe de un árbol a uno de los pilares del puente, ubicado en la cepa 11, y que perduró hasta el 17 de abril de 2023 cuando fue reabierto, pasando cuatro meses cerrado. Un segundo corte del viaducto ocurrió el 27 de junio de 2023, producto del aumento del caudal del Río Biobío a consecuencia del Temporal que afectó la zona centro-sur de Chile, y que perduró solo mediodía. La tercera y cuarta interrupción sucedieron en el mes de agosto 2023 por una nueva alza del caudal producto de un sistema frontal que afectó al país, cerrando originalmente su paso temporalmente entre el 21 y 22 de agosto, pero luego se vuelve a cerrar el 24 de agosto ya que el último aumento de caudal provocó daños en las cepas 29 y 30. Este último cierre se anunció que sería por al menos 60 días, pero se extendió por 73 días, reabriendose el 6 de noviembre. Estos han sido cuatro cortes del viaducto ferroviario en menos de un año, y tres en menos de dos meses.
Los cierres del antiguo puente provocaron que el servicio de la línea 2 se interrumpiera entre las estaciones Concepción y Juan Pablo II, dejando completamente desconectada la línea con la comuna de Concepción. Durante estas interrupciones, EFE Sur dispuso buses de conexión entre ambas estaciones, generando en la estación sampedrina un terminal provisorio de buses en el sitio colindante, perteneciente a la antigua empresa papelera Bio Bio, evaluándose incluso en septiembre de 2023 implementar "buses clones" (semejante a los que se implementaron en un comienzo del sistema Transantiago, respecto del Metro de Santiago), lo que finalmente no se implementa. Aún con estas medidas, estos cortes empujaron a un colapso vial en el Gran Concepción, especialmente en los puentes vehiculares que conectan la comuna de Concepción con las comunas del sur del área metropolitana (Llacolén, Juan Pablo II, y Bicentenario). Además, la locomoción colectiva del Gran Concepción en cada corte ferroviario operó a su máxima capacidad. Ante ambas situaciones las autoridades decretaran en dos oportunidades restricción vehicular durante horarios punta: en el Puente Llacolén entre el 17 de febrero y 17 de abril de 2023, a lo que se le sumó la implementación de una pista solo buses en toda su extensión; y luego en la Ruta CH-160 desde el 4 de septiembre de 2023.

#### Cierre del antiguo puente ferroviario
El 4 de julio de 2025, el antiguo puente ferroviario dejó sus funciones, anunciándose que el nuevo se habilitará parcialmente 17 días después, el 21 de julio. En este lapso, EFE anunció un plan de contingencia con 51 buses de acercamiento entre las estaciones Costamar, Lomas Coloradas y Juan Pablo II con la Intermodal Concepción.

#### Accidentes ferroviarios de San Pedro de la Paz de 2023
El 1 de septiembre de 2023, en el cruce a nivel de Av. Daniel Beltrán, que une el sector de Boca Sur de San Pedro de la Paz y la Ruta CH-160, un taxibús licitado de la empresa N° 23 "San Pedro del Mar" cruzó la línea férrea estando la barrera abajo, siendo impactado lateralmente por una máquina del Biotren, lo que dejó 7 fallecidos y una decena de heridos. Esto provocó una interrupción completa de la línea 2, retomándose el 4 de septiembre.
El 4 de octubre del mismo año, ocurrió un nuevo accidente en la Línea 2, esta vez con un bus particular que transportaba escolares, que provocó lesiones en una pasajera del Biotren, y 5 pasajeros del bus, entre los cuales están dos niños, el chofer del bus y una profesora. Al igual que el accidente anterior, se responsabilizó a la conducta imprudente del chofer del bus.
Ambos accidentes abrió diversas discusiones sobre la falta de vialidad y de calidad en el transporte público del Gran Concepción, pero en particular respecto al Biotren, hubo quienes cuestionaron la alta cantidad de cruces a nivel a lo largo de todo el sistema, y en particular en el tramo entre San Pedro de la Paz y Coronel de la Ruta CH-160.

#### Construcción de nuevos pasos niveles
El 24 de septiembre de 2023, se anunció el llamado a licitación para la construcción del paso bajo nivel «Santa Sofía» ubicado en la Línea 1 a metros de la Estación Chiguayante. Días después, el 27 de septiembre, el diario local Diario Concepción señaló cinco proyectos de pasos bajo nivel a lo largo de la Ruta CH-160 que contarían con financiamiento: los pasos bajo nivel de Av. Los Parques (km 14, en el acceso al sector "Portal de San Pedro", al costado de la Estación Lomas Coloradas), Av. Carlos Pezoa Veliz (a un costado del centro comercial "Paseo San Pedro", y que conectaría las avenidas Carlos Pezoa Veliz - ex avenida 4 Norte - con 2 Poniente), y Av. Michaihue (en el acceso al sector homónimo y al costado de la Estación Alborada) serían financiadas por medio del proyecto de remodelación de la Ruta CH-160 desde el Puente Industrial hasta el ByPass Coronel, que además implementará un corredor de transporte público en toda su extensión; mientras que dos pasos estarían financiados bajo un convenio entre EFE Sur y el Gobierno Regional del Biobío, uno sería Diagonal Biobío (a un costado de la estación homónima, en el acceso al sector Candelaria) y el otro aún por determinarse, siendo una de las opciones a la altura de avenida 4 Sur (a 600 metros al sur de la Estación Cardenal Raúl Silva Henríquez) que permita la descongestión de la Ruta CH-160 al permitir el ingreso desde este futuro paso a nivel hacia la avenida Costanera mar.
El 5 de febrero de 2025, luego de completar las fases de estudio, diseño y licitación de obras, se dio inicio a los trabajos de construcción del cruce ferroviario automatizado «Pinares» en Chiguayante, la obra previa para comenzar a construir el paso soterrado del cruce Santa Sofía.

## Estaciones

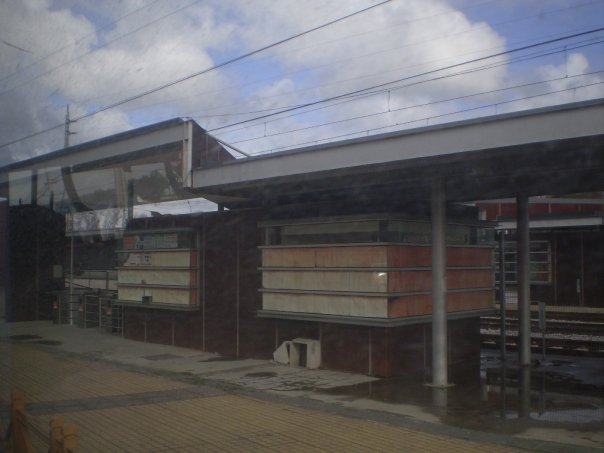
Estación de Chiguayante

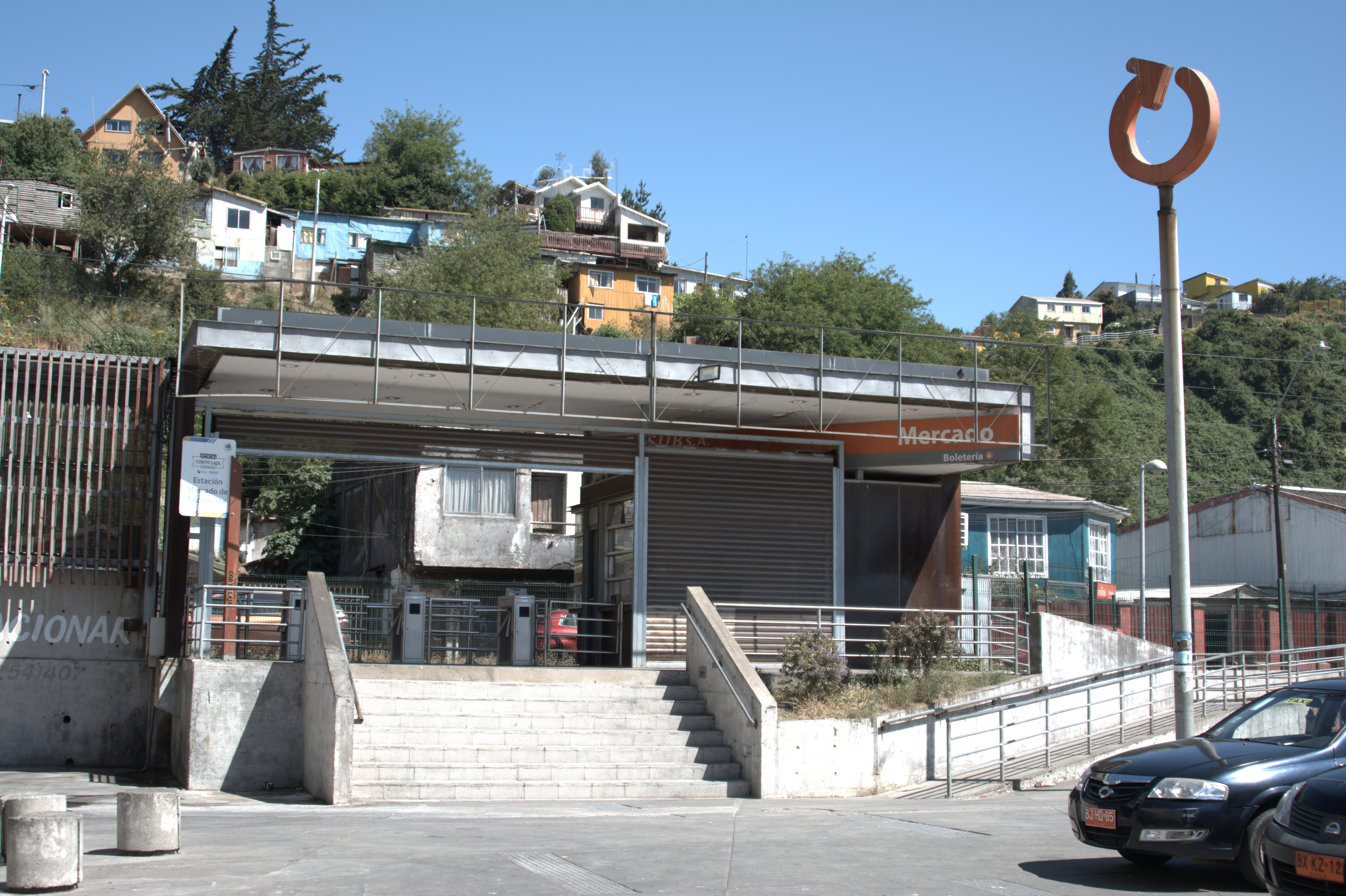
Estación Mercado de Talcahuano.

| Línea 1 De noroeste a sureste | Línea 2 De centro a suroeste |
| - Estación Mercado de Talcahuano - Estación El Arenal - Estación Hospital Las Higueras - Estación Los Cóndores - Estación UTFSM - Estación Lorenzo Arenas - Estación Concepción - Estación Chiguayante - Estación Pedro Medina - Estación Manquimávida - Estación La Leonera - Estación Hualqui | - Estación Concepción - Estación Juan Pablo II - Estación Diagonal Biobío - Estación Alborada - Estación Costa Mar - Estación El Parque - Estación Lomas Coloradas - Estación Cardenal Raúl Silva Henríquez - Estación Hito Galvarino - Estación Los Canelos - Estación Huinca - Estación Cristo Redentor - Estación Laguna Quiñenco - Estación Coronel |

## Intermodalidad

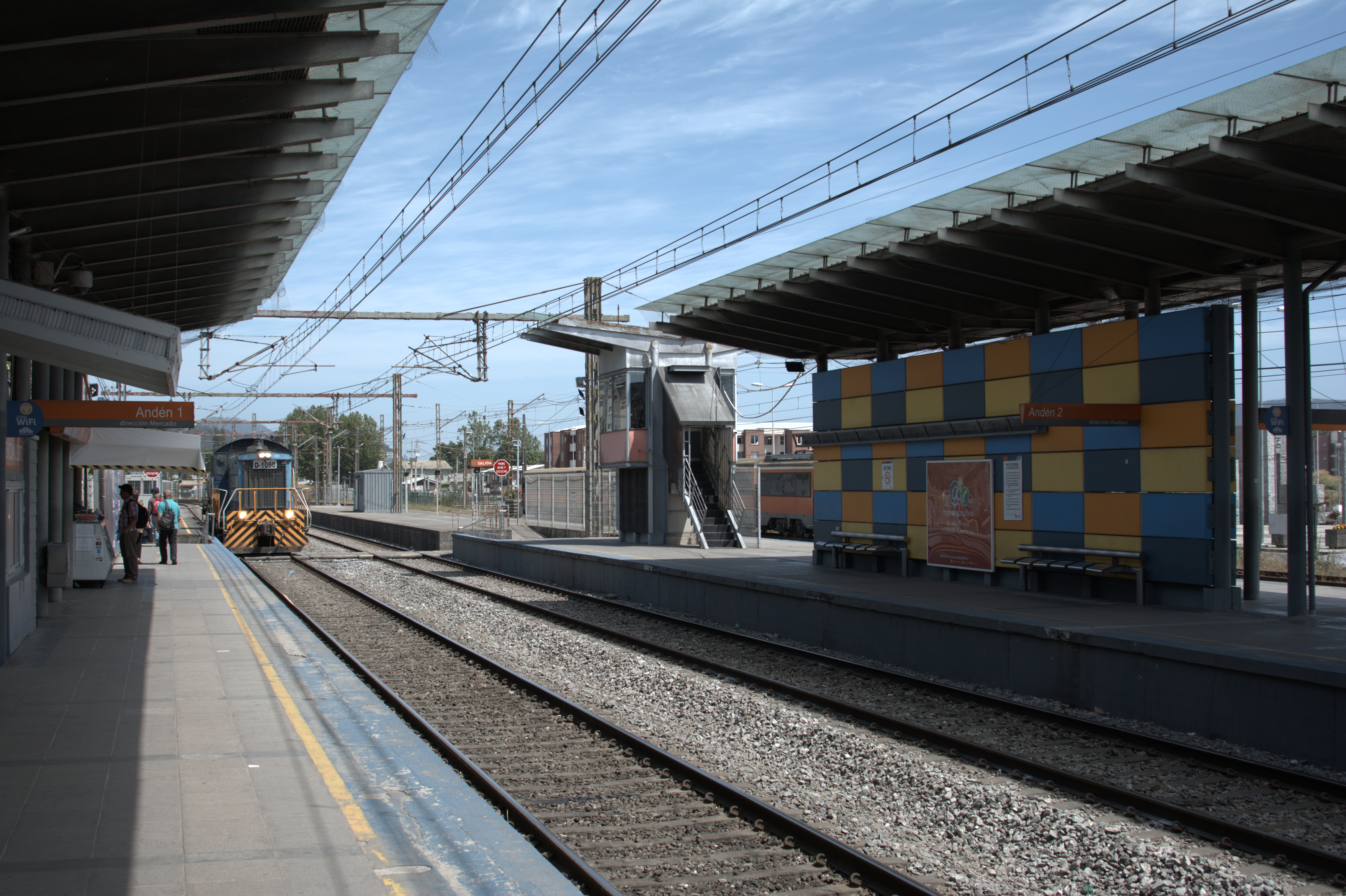
Estación Intermodal Concepción. Esta estación cuenta con servicios de intercambio entre la línea 1, línea 2, corto Laja y biobús.

Las mencionadas estaciones intermodales (EIM) tenían, en un principio, las características de poseer estacionamientos personales cerrados de tipo casillero (lockers) para bicicletas para aquellos que lleguen por ciclovías (excepto El Arenal) a tomar el Biotren, característica que hoy en día posee la mayoría de las estaciones de Línea 2. Las EIM, en la actualidad, cuentan con un servicio de sincronización de buses integradores o microbuses de acercamiento llamado Biobús. Las estaciones de Concepción y Coronel son las únicas intermodales en toda la red de estaciones. Actualmente, se encuentra en operaciones el servicio de buses integradores Biobuses sólo de la EIM Concepción, con los recorridos:
- (Ida): EIM Concepción, Av. Padre Alberto Hurtado, José de San Martín, Av. Paicaví, Av. Jorge Alessandri, Universidad de las Américas, Rotonda Aeropuerto, Clínica BioBío, Mall Plaza Trébol, Casino Marina del Sol, Brisas del Sol.
- (Regreso): Brisas del Sol, Casino Marina del Sol, Av. Jorge Alessandri, Av. Paicaví, Av. Libertador Bernardo O'Higgins, Av. Padre Alberto Hurtado, EIM Concepción.

El Biotren funciona exclusivamente a través de una tarjeta recargable, que también sirve para viajes integrados con el servicio de Biobús (a través de la compra de Boletos Integradores en estaciones). Los valores de los viajes son diferidos dependiendo de la longitud del trayecto. Además existen valores especiales para estudiantes, adultos mayores y convenios. En 2023 la antigua tarjeta Biotren comenzó a ser reemplazada por la tarjeta Conecta, que permitirá la interoperabilidad con diferentes servicios de EFE.

## Proyectos de ampliación del servicio

Trazado actual de Biotren, incluyendo además la propuesta de extensión del servicio de la línea 2, la adición del servicio hasta Penco y Lirquén, y el trazado del proyecto de Metro de Concepción.

### Extensión de la Línea 2 hacia Lota
En 2016 se desarrolló un estudio de pre-factibilidad para la extensión del servicio hasta Lota. Ya para junio de 2018 se terminó el estudio de la factibilidad, obteniéndose un resultado aprobatorio. El entonces subsecretario de Transporte señaló que el estudio considera la extensión de la línea en 10 km y adición de estaciones en Playa Blanca y otra en Lota tienen una alta factibilidad en rentabilidad social.
El 10 de enero de 2023, el gobierno confirmó que estaba preparando la postulación del proyecto de extensión de la Línea 2 a Lota a la etapa de diseño durante 2023 y el posterior ingreso al Sistema de Evaluación Ambiental. En este mismo año se señaló que la extensión contaría con cinco nuevas estaciones: Coronel Sur, Playa Blanca, Cousiño, Chiflón y Lota. Playa Blanca seguiría en estudios.
El 1 de septiembre de 2024, EFE publicó el llamado a licitación para contratar el desarrollo de la ingeniería de Detalle y la realización del Estudio de Impacto Ambiental para la ampliación del servicio a Lota. El presidente Eric Martin señaló que se está abordando el tema de que la conexión Coronel-Lota presenta más dificultades porque hay túneles, obras de infraestructura y viviendas demasiado cerca de la línea ferroviaria existente, además de que se mantenía el compromiso de que el servicio llegue a Lota en 2029.
El 12 de junio de 2025 se anunció el inicio del diseño de ingeniería del Biotren a Lota, la etapa donde se definirá el trazado, la ubicación de las cinco estaciones planificadas, y donde se contempla el estudio de impacto ambiental. Se estima que dure dos o tres años. En la instancia, el delegado presidencial del Biobío, Eduardo Pacheco, proyectó que las obras podrían comenzar hacia 2030.

### Línea 3 del Biotren
Aunque ya existía la vía que actualmente se utiliza como carga, la decisión de crear un servicio de transporte de pasajeros que se extienda desde el centro de Concepción hasta la comuna de Penco y Lirquén implica la habilitación de 16 kilómetros de vía para el flujo de trenes eléctricos, y la construcción de al menos cuatro nuevas estaciones. Aún cuando existe un acuerdo unilateral para la construcción de este nuevo servicio, existe la interrogante de si se construirá una segunda vía dedicada para el servicio, lo que aumentaría el costo de la construcción, ya que implicaría construir un segundo puente ferroviario sobre el río Andalién. Se espera que la extensión de este servicio esté listo en 2026. Se ha tenido como idea que este servicio llegase incluso hasta Tomé, como parte de un posible escenario futuro en el cual se construya un servicio más rápido entre Santiago y Concepción, utilizando el antiguo ramal Rucapequén-Concepción.
En mayo de 2022 se señaló que a finales del primer semestre de ese mismo año se tendría una respuesta a si el proyecto posee rentabilidad social. Durante julio del mismo año los ediles de las comunas han presionado públicamente para concretar el proyecto de extensión, incluyendo la extensión hasta Tomé. Una de las mayores limitantes para este proyecto es el compromiso político, la el resultado de la evaluación social del proyecto y el sendero «La Cata» que actualmente es utilizado para senderismo y ciclismo y que originalmente fue el terraplén del ramal Rucapequén-Concepción, donde el ancho no da cabida a tanto un ferrocarril como el sendero.

### Metro de Concepción
En 2019, un movimiento social y de organizaciones públicas buscó que fuera construido un metro en el centro de Concepción. Se busca que la estación terminal de este servicio propuesto sea una estación intermodal con la estación de ferrocarriles de Concepción.